# Маркос Рохо
Фаусті́но Ма́ркос Альбе́рто Ро́хо (ісп. Faustino Marcos Alberto Rojo; нар. 20 березня 1990, Ла-Плата, Аргентина) — аргентинський футболіст, лівий та центральний захисник «Бока Хуніорс» та Збірної Аргентини.

## Кар'єра

### «Естудьянтес»
Маркос Рохо — вихованець клубу «Естудьянтес», в якому виступав за всі юнацькі команди. З 2008 року він став виступати за основний склад «Естудьянтес», дебютувавши 7 грудня у грі з «Колоном», де провів на полі 10 хвилин. 5 липня 2009 року Рохо забив свій перший м'яч у професійній кар'єрі, вразивши ворота «Рівер Плейта» і принісши перемогу своїй команді з рахунком 2:1 . У тому ж році футболіст виграв з клубом Кубок Лібертадорес. У тому ж сезоні футболіст брав участь в Клубному чемпіонаті світу, де «Естудьянтес» дійшов до фіналу, програвши «Барселоні». З весни 2009 року футболіст став гравцем основи «Естудьянтес» і лідером команди. У 2010 році Рохо через травми в клубі, перебудувалася зі схеми 4-4-2 на 3-5-1-1, був переведений з центру захисту на лівий фланг оборони, де до середини сезону посів тверде місце в стартовому складі команди. 25 серпня 2010 Рохо забив перший м'яч за клуб в континентальному турнірі, вразивши ворота «ЛДУ Кіто» у Рекопа Південної Америки, проте його клуб програв 1:2. 25 вересня Рохо вперше відзначився в чемпіонаті Аргентини 2010 року, забивши гол на 88-й хвилині гри з «Бока Хуніорс» і принісши перемогу своїй команді з рахунком 1:0. 2010 року Рохо у складі «Естудьянтес» виграв апертуру чемпіонату Аргентини, у розіграші якої провів 19 ігор і забив 2 голи. Сам аргентинець був визнаний найкращим лівим захисником сезону за версією Canchallena.com. Після матчу, в якому він став чемпіоном, аргентинець сказав:

| Я буду сумувати за «Естудьянтесом», оскільки провів у цьому клубі 10 років. Я отримав велике задоволення в недільному матчі за мою команду, адже ми стали чемпіонами країни. Але одночасно мені було трохи сумно, оскільки я розумів, що це прощальний матч у складі «Естудьянтес» [9]. |

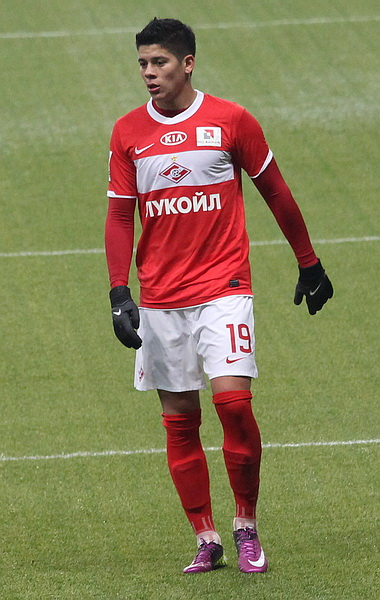
Маркос Рохо в складі «Спартака». 21 березня 2011

3 листопада 2010 року Рохо досяг домовленості про те, що в разі успішного медичного обстеження стане гравцем московського «Спартака» за 3 або 4 млн доларів. Також на футболіста претендував інший російський клуб — ЦСКА, а крім того, «Палермо», «ПСВ Ейндховен», «Бенфіка» і «Валенсія». За словами спортивного директора «червоно-білих» Дмитра Попова, «прихід Рохо означає тільки те, що зараз у нас три центральні захисники, а з наступного сезону буде чотири, причому, один з них — молодий і перспективний футболіст із Аргентини. По-моєму, це дуже навіть непоганий варіант. Рохо — лівий центральний захисник, і „Спартаку“ він потрібен саме в цій якості». Одночасно зі «Спартаком» Маркосом зацікавився «Наполі», що запропонував 4 млн євро за перехід футболіста.

### «Спартак»
17 грудня Рохо уклав 5-річний контракт зі «Спартаком». 18 січня 2011 року Маркос дебютував у складі клубу в товариській грі з кишинівською «Дачією». 18 лютого Рохо дебютував в офіційній грі за «Спартак» в матчі Ліги Європи проти швейцарського «Базеля»; в цій грі" червоно-білі перемогли з рахунком 3:2. З перших матчів Маркос став основним гравцем центру оборони «червоно-білих», виступаючи поперемінно з Мареком Сухі та Олександром Шешуковим. 20 квітня Маркос забив перший гол за «Спартак», вразивши ворота «Краснодара» в Кубку Росії. В середині весни-початку літа Рохо не виступав за «Спартак» через респіраторну вірусну інфекцію, а потім через травми литкового м'яза та привідного м'яза стегна.
У липні Маркос був оштрафований клубом на 50 % місячної зарплати, за те, що разом з партнером по команді, Ніколасом Парехою повернувся в клуб після участі в Кубку Америки пізніше визначеного терміну. Самі футболісти сказали, що в аеропорту не було квитків в Росію, однак пізніше повністю визнали свою провину. 7 серпня, вперше за довгий час, Рохо вийшов на місце центрального захисника в стартовому складі команди в матчі з «Тереком» та зіграв невдало: зокрема він дозволив себе обіграти Шамілю Асільдарову, після чого був забитий перший м'яч, а потім на ньому був зароблений пенальті. На наступну гру Маркос був переведений до дублюючого складу «Спартака». За решту сезону Рохо провів лише кілька матчів; в листопаді він отримав травму гомілкостопу та вибув з ладу на місяць.
У листопаді Рохо зацікавилася «Бенфіка». Влітку 2012 року португальський клуб знову почав переговори з гравцем, проте усі перемовини так і не завершились успіхом.

### «Спортінг»
20 липня 2012 року офіційний сайт «Спартака» повідомив, що Рохо продовжить свою кар'єру в лісабонському «Спортінгу». Контракт був підписаний до 2016 року. За 25 % прав на контракт аргентинця «Спортінг» заплатив 1 млн євро. 28 квітня 2013 року Маркос забив свій перший гол у складі «левів», вразивши ворота «Насьоналя» в рамках Ліги Сагреш та принісши перемогу клубу з рахунком 2:1.

### «Манчестер Юнайтед»
19 серпня 2014 року було оголошено про укладення угоди між «Спортінгом» та англійським «Манчестер Юнайтедом» про трансфер захисника. 20 серпня трансфер був завершений: Рохо підписав з англійським клубом п'ятирічний контракт, а сума трансферу склала 16 млн фунтів, 4 млн євро з цієї суми отримав «Спартак».
Основним захисником манчестерського клубу не став, але регулярно використовувався в ротації оборонної лінії команди. З березня по листопад 2017 року перебував поза грою, відновлюючись від травми.

## Кар'єра у збірній

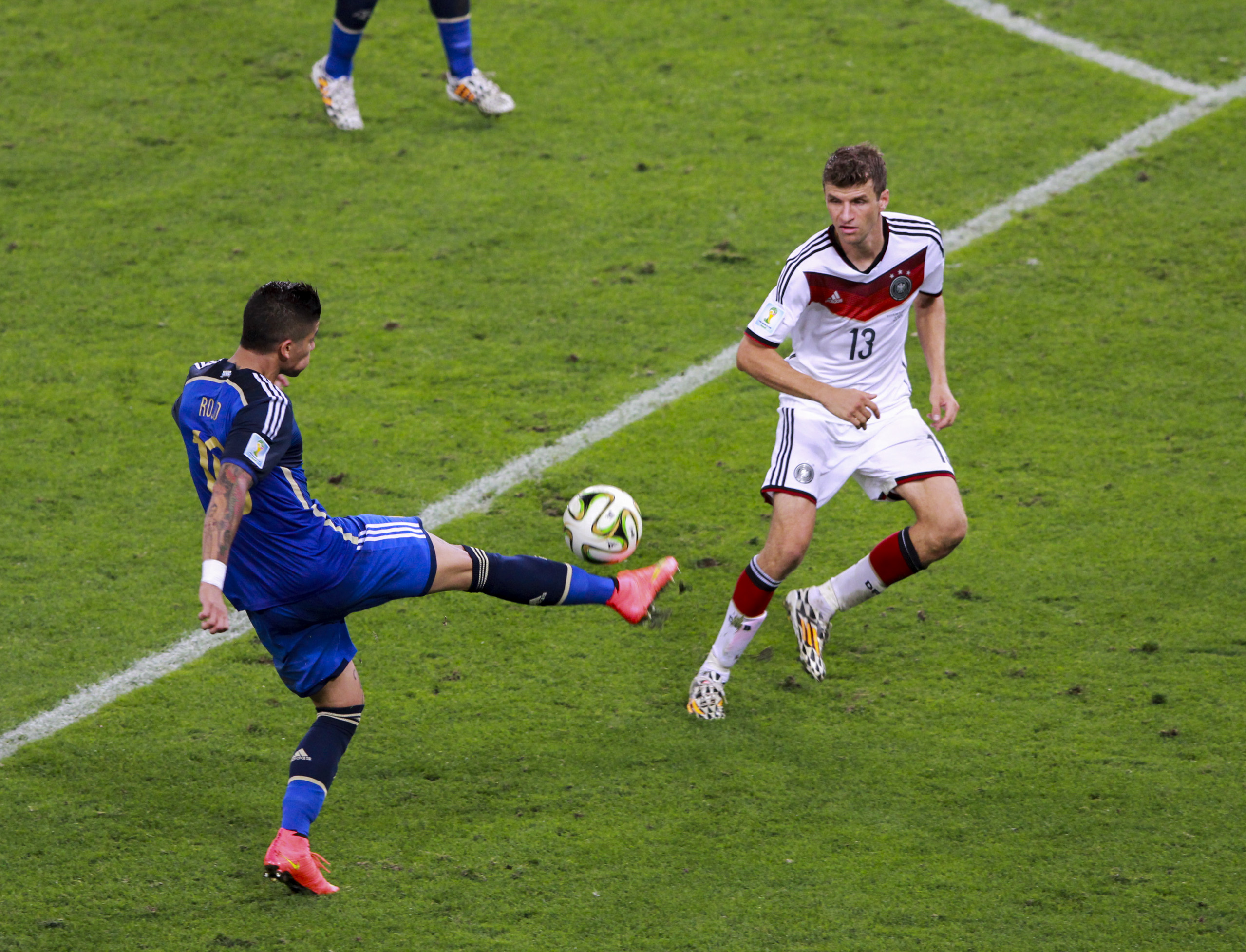
Маркос Рохо у фіналі чемпіонату світу 2014 року проти Томаса Мюллера. 13 липня 2014

У січні 2011 року Рохо був викликаний до складу збірної Аргентини на товариський матч з Португалією. 9 лютого футболіст дебютував у цьому матчі, в якому його команда перемогла 2:1; при цьому футболіст діяв персонально проти Нані і впорався зі своїм завданням.
У травні 2011 року Маркос, разом з партнером по команді, Ніколасом Парехою, був запрошений для участі в складі збірної на Кубку Америки. На турнірі футболіст дебютував у першому матчі, в якому аргентинці зіграли внічию з болівійцями 1:1; сам захисник провів на полі всі 90 хвилин, а також взяв участь в забитому голі, зробивши навіс з флангу на Ніколаса Бурдіссо, який скинув м'яч Серхіо Агуеро, після чого той вразив ворота. Однак цей матч став єдиним для захисника на турнірі, де аргентинці дійшли лише до стадії чвертьфіналу.
У червні 2014 року Рохо був включений в заявку збірної Аргентини на чемпіонат світу в Бразилії. На мундіалі дебютував у першому матчі проти збірної Боснії і Герцеговини на Маракані. Рохо відіграв повний матч, а аргентинці перемогли 2:1. У третьому матчі групового команди Рохо забив свій перший гол в футболці національної збірної, який став вирішальним у матчі проти збірної Нігерії (3:2). Всього на турнірі зіграв у шести матчах, в тому числі і в програному німцям фіналі (0:1 д.ч.).
Згодом взяв участь ще у двох Кубках Америки — у 2015 і 2016 роках, на обох турнірах аргентинці сягнули фіналів, в яких обидва рази зазнали прикрих поразок від збірної Чилі у серіях післяматчевих пенальті після нульових нічиїх в основний і додатковий час. На першому турнірі відіграв у всіх шести іграх, виходячи на поле у стартовому складі, у півфінальній грі посприяв розгрому парагвайців з рахунком 6:1, забивши свій другий гол у формі національної команди. На континентальній першості 2016 року також був основним захисником, пропустив лише одну гру групового етапу. У фінальній грі турніру проти збірної Чилі наприкінці першого тайму отримав пряму червону картку, що не дозволило його команді сповна скористатися чисельною перевагою, яка виникла після вилучення чилійця Марсело Діаса 15-ма хвилинами раніше.
У травні 2018 року був включений до заявки збірної на свою другу світову першість — тогорічний чемпіонат світу в Росії.

## Статистика виступів

### Статистика клубних виступів
Станом на 19 березня 2018 року
| Сезон                          | Команда                        | Чемпіонат                      | Чемпіонат | Чемпіонат | Національний кубок | Національний кубок | Національний кубок | Континентальні кубки | Континентальні кубки | Континентальні кубки | Інші змагання | Інші змагання | Інші змагання | Усього | Усього |
| Сезон                          | Команда                        | Ліга                           | Ігор      | Голів     | Ліга               | Ігор               | Голів              | Ліга                 | Ігор                 | Голів                | Ліга          | Ігор          | Голів         | Ігор   | Голів  |
| ------------------------------ | ------------------------------ | ------------------------------ | --------- | --------- | ------------------ | ------------------ | ------------------ | -------------------- | -------------------- | -------------------- | ------------- | ------------- | ------------- | ------ | ------ |
| 2008–09                        | «Естудьянтес»                  | ПД                             | 6         | 1         | CA                 | -                  | -                  | КЛ                   | 1                    | 0                    | -             | -             | -             | 7      | 1      |
| 2009–10                        | «Естудьянтес»                  | ПД                             | 18        | 0         | CA                 | -                  | -                  | КЛ                   | 5                    | 0                    | КЧС           | 1             | 0             | 24     | 0      |
| 2010–11                        | «Естудьянтес»                  | ПД                             | 19        | 2         | CA                 | -                  | -                  | ПК                   | 1                    | 0                    | РПА           | 2             | 1             | 22     | 3      |
| Усього за «Естудьянтес»        | Усього за «Естудьянтес»        | Усього за «Естудьянтес»        | 43        | 3         |                    |                    |                    |                      | 7                    | 0                    |               | 3             | 1             | 53     | 4      |
| 2011–12                        | «Спартак» (Москва)             | РПЛ                            | 9         | 0         | КР                 | 2                  | 1                  | ЛЄ                   | 6                    | 0                    | -             | -             | -             | 17     | 1      |
| 2012–13                        | «Спортінг» (Лісабон)           | ПЛ                             | 24        | 1         | КП+КЛ              | 0+2                | 0+0                | ЛЄ                   | 7                    | 0                    | -             | -             | -             | 33     | 1      |
| 2013–14                        | «Спортінг» (Лісабон)           | ПЛ                             | 25        | 4         | КП+КЛ              | 2+2                | 1+1                | -                    | -                    | -                    | -             | -             | -             | 29     | 6      |
| Усього за «Спортінг» (Лісабон) | Усього за «Спортінг» (Лісабон) | Усього за «Спортінг» (Лісабон) | 58        | 5         |                    | 8                  | 3                  |                      | 13                   | 0                    |               | 0             | 0             | 62     | 8      |
| 2014–15                        | «Манчестер Юнайтед»            | ПЛ                             | 22        | 0         | КА+КЛ              | 4+0                | 1+0                | -                    | -                    | -                    | -             | -             | -             | 26     | 1      |
| 2015–16                        | «Манчестер Юнайтед»            | ПЛ                             | 16        | 0         | КА+КЛ              | 4+1                | 0+0                | ЛЧ+ЛЄ                | 4+3                  | 0                    | -             | -             | -             | 28     | 0      |
| 2016–17                        | «Манчестер Юнайтед»            | ПЛ                             | 21        | 1         | КА+КЛ              | 4+6                | 0+0                | ЛЄ                   | 10                   | 0                    |               |               |               | 41     | 1      |
| 2017–18                        | «Манчестер Юнайтед»            | ПЛ                             | 7         | 0         | КА+КЛ              | 1+1                | 0+0                | ЛЧ                   | 1                    | 0                    | СУ            | 0             | 0             | 10     | 0      |
| Усього за «Манчестер Юнайтед»  | Усього за «Манчестер Юнайтед»  | Усього за «Манчестер Юнайтед»  | 66        | 1         |                    | 21                 | 1                  |                      | 18                   | 0                    |               | 0             | 0             | 105    | 1      |
| Усього за кар'єру              | Усього за кар'єру              | Усього за кар'єру              | 167       | 9         |                    | 29                 | 4                  |                      | 38                   | 0                    |               | 3             | 1             | 220    | 14     |

### Статистика виступів за збірну
Станом на 25 травня 2018 року
| Дата       | Місто                  | Господарі         | Результат               | Гості                | Турнір                          | Голи | Примітки |
| ---------- | ---------------------- | ----------------- | ----------------------- | -------------------- | ------------------------------- | ---- | -------- |
| 9-2-2011   | Женева                 | Аргентина         | 2 – 1                   | Португалія           | товариський матч                | -    |          |
| 26-3-2011  | Іст-Ратерфорд          | США               | 1 – 1                   | Аргентина            | товариський матч                | -    |          |
| 29-3-2011  | Сан-Хосе               | Коста-Рика        | 0 – 0                   | Аргентина            | товариський матч                | -    |          |
| 20-6-2011  | Буенос-Айрес           | Аргентина         | 4 – 0                   | Албанія              | товариський матч                | -    | 46'      |
| 1-7-2011   | Ла-Плата (місто)       | Аргентина         | 1 – 1                   | Болівія              | Копа Америка 2011 - 1-й етап    | -    |          |
| 2-9-2011   | Колката                | Аргентина         | 1 – 0                   | Венесуела            | товариський матч                | -    |          |
| 6-9-2011   | Дакка                  | Аргентина         | 3 – 1                   | Нігерія              | товариський матч                | -    | 68'      |
| 7-10-2011  | Буенос-Айрес           | Аргентина         | 4 – 1                   | Чилі                 | Відбір до ЧС 2014               | -    | 59'      |
| 11-10-2011 | Пуерто-ла-Крус         | Венесуела         | 1 – 0                   | Аргентина            | Відбір до ЧС 2014               | -    | 60'      |
| 15-8-2012  | Франкфурт-на-Майні     | Німеччина         | 1 – 3                   | Аргентина            | товариський матч                | -    |          |
| 7-9-2012   | Кордова                | Аргентина         | 3 – 1                   | Парагвай             | Відбір до ЧС 2014               | -    |          |
| 11-9-2012  | Ліма                   | Перу              | 1 – 1                   | Аргентина            | Відбір до ЧС 2014               | -    |          |
| 12-10-2012 | Мендоса                | Аргентина         | 3 – 0                   | Уругвай              | Відбір до ЧС 2014               | -    | 67'      |
| 14-11-2012 | Ер-Ріяд                | Саудівська Аравія | 0 – 0                   | Аргентина            | товариський матч                | -    |          |
| 22-3-2013  | Буенос-Айрес           | Аргентина         | 3 – 0                   | Венесуела            | Відбір до ЧС 2014               | -    |          |
| 7-6-2013   | Буенос-Айрес           | Аргентина         | 0 – 0                   | Колумбія             | Відбір до ЧС 2014               | -    |          |
| 11-6-2013  | Кіто                   | Еквадор           | 1 – 1                   | Аргентина            | Відбір до ЧС 2014               | -    |          |
| 11-10-2013 | Буенос-Айрес           | Аргентина         | 3 – 1                   | Перу                 | Відбір до ЧС 2014               | -    |          |
| 18-11-2013 | Сан-Луїсs              | Аргентина         | 2 – 0                   | Боснія і Герцеговина | товариський матч                | -    |          |
| 5-3-2014   | Бухарест               | Румунія           | 0 – 0                   | Аргентина            | товариський матч                | -    |          |
| 4-6-2014   | Буенос-Айрес           | Аргентина         | 3 – 0                   | Тринідад і Тобаго    | товариський матч                | -    |          |
| 7-6-2014   | Ла-Плата (місто)       | Аргентина         | 2 – 0                   | Словенія             | товариський матч                | -    |          |
| 15-6-2014  | Ріо-де-Жанейро         | Аргентина         | 2 – 1                   | Боснія і Герцеговина | ЧС 2014 - 1-й етап              | -    | 25'      |
| 21-6-2014  | Белу-Оризонті          | Аргентина         | 1 – 0                   | Іран                 | ЧС 2014 - 1-й етап              | -    |          |
| 25-6-2014  | Порту-Алегрі           | Нігерія           | 2 – 3                   | Аргентина            | ЧС 2014 - 1-й етап              | 1    |          |
| 1-7-2014   | Сан-Паулу              | Аргентина         | 1 – 0 д.ч.              | Швейцарія            | ЧС 2014 - 1/8 фіналу            | -    | 90' 106' |
| 9-7-2014   | Сан-Паулу              | Нідерланди        | 0 – 0 д.ч. (2 – 4 п.п.) | Аргентина            | ЧС 2014 - півфінал              | -    |          |
| 13-7-2014  | Ріо-де-Жанейро         | Німеччина         | 1 – 0 д.ч.              | Аргентина            | ЧС 2014 - Фінал                 | -    |          |
| 3-9-2014   | Дюссельдорф            | Німеччина         | 2 – 4                   | Аргентина            | товариський матч                | -    |          |
| 11-10-2014 | Пекін                  | Бразилія          | 2 – 0                   | Аргентина            | товариський матч                | -    |          |
| 31-3-2015  | Іст-Ратерфорд          | Аргентина         | 2 – 1                   | Еквадор              | товариський матч                | -    |          |
| 6-6-2015   | Сан-Хуан               | Аргентина         | 5 – 0                   | Болівія              | товариський матч                | -    |          |
| 13-6-2015  | Ла-Серена (Чилі)       | Аргентина         | 2 – 2                   | Парагвай             | Копа Америка 2015 - 1-й етап    | -    |          |
| 16-6-2015  | Ла-Серена (Чилі)       | Аргентина         | 1 – 0                   | Уругвай              | Копа Америка 2015 - 1-й етап    | -    | 71'      |
| 20-6-2015  | Вінья-дель-Мар         | Аргентина         | 1 – 0                   | Ямайка               | Копа Америка 2015 - 1-й етап    | -    |          |
| 26-6-2015  | Вінья-дель-Мар         | Аргентина         | 0 – 0 (5 – 4 п.п.)      | Колумбія             | Копа Америка 2015 - чвертьфінал | -    |          |
| 30-6-2015  | Консепсьйон            | Аргентина         | 6 – 1                   | Парагвай             | Копа Америка 2015 - півфінал    | 1    | 12'      |
| 4-7-2015   | Сантьяго               | Чилі              | 0 – 0 д.ч. (4 - 1 п.п.) | Аргентина            | Копа Америка 2015 - Фінал       | -    | 55'      |
| 9-9-2015   | Арлінгтон              | Аргентина         | 2 – 2                   | Мексика              | товариський матч                | -    | 71'      |
| 14-11-2015 | Буенос-Айрес           | Аргентина         | 1 – 1                   | Бразилія             | Відбір до ЧС 2018               | -    |          |
| 17-11-2015 | Барранкілья            | Колумбія          | 0 – 1                   | Аргентина            | Відбір до ЧС 2018               | -    |          |
| 25-3-2016  | Сантьяго               | Чилі              | 1 – 2                   | Аргентина            | Відбір до ЧС 2018               | -    |          |
| 30-3-2016  | Кордова                | Аргентина         | 2 – 0                   | Болівія              | Відбір до ЧС 2018               | -    |          |
| 28-5-2016  | Сан-Хуан               | Аргентина         | 1 – 0                   | Гондурас             | товариський матч                | -    | 78'      |
| 6-6-2016   | Санта-Клара            | Аргентина         | 2 – 1                   | Чилі                 | Копа Америка 2016 - 1-й етап    | -    | 69'      |
| 11-6-2016  | Чикаго                 | Аргентина         | 5 – 0                   | Панама               | Копа Америка 2016 - 1-й етап    | -    |          |
| 19-6-2016  | Фоксборо (Массачусетс) | Аргентина         | 4 – 1                   | Венесуела            | Копа Америка 2016 - чвертьфінал | -    |          |
| 22-6-2016  | Х'юстон                | США               | 0 – 4                   | Аргентина            | Копа Америка 2016 - півфінал    | -    | 84'      |
| 27-6-2016  | Іст-Ратерфорд          | Аргентина         | 0 – 0 д.ч. (2 – 4 п.п.) | Чилі                 | Копа Америка 2016 - Фінал       | -    | 43'      |
| 7-9-2016   | Мерида                 | Венесуела         | 2 – 2                   | Аргентина            | Відбір до ЧС 2018               | -    | 82'      |
| 7-10-2016  | Ліма                   | Перу              | 2 – 2                   | Аргентина            | Відбір до ЧС 2018               | -    |          |
| 12-10-2016 | Кордова                | Аргентина         | 0 – 1                   | Парагвай             | Відбір до ЧС 2018               | -    | 87'      |
| 24-3-2017  | Буенос-Айрес           | Аргентина         | 1 – 0                   | Чилі                 | Відбір до ЧС 2018               | -    |          |
| 28-3-2017  | Ла-Пас                 | Болівія           | 2 – 0                   | Аргентина            | Відбір до ЧС 2018               | -    |          |
| 27-3-2018  | Мадрид                 | Іспанія           | 6 – 1                   | Аргентина            | товариський матч                | -    | 87'      |
| Усього     |                        | Матчів            | 55                      |                      | Голів                           | 2    |          |

## Досягнення

### Командні
- Володар Кубка Лібертадорес: 2009
- Чемпіон Аргентини: 2010 (Апертура)
- Володар Кубка Англії : 2015-16
- Володар Кубка Футбольної ліги : 2016-17
- Володар Суперкубка Англії : 2016
- Переможець Ліги Європи УЄФА: 2016-17
- Володар Кубка Аргентини: 2020-21
- Віце-чемпіон світу: 2014
- Срібний призер Кубка Америки: 2015, 2016

### Особисті
- Найкращий лівий захисник чемпіонату Аргентини за версією Canchallena.com: 2010 (Апертура)